# Annona (divinità)
Annona è un'antica dea italica.

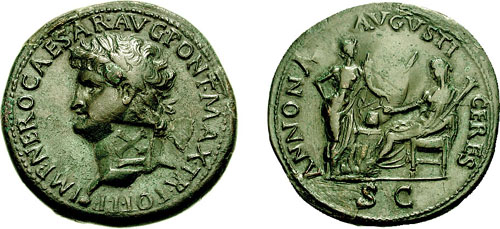
Sul retro di questo sesterzio di Nerone Annona (in piedi) regge una cornucopia di fronte a Cerere (seduta).

Dea dell'abbondanza e degli approvvigionamenti, da non confondere con la dea Abbondanza, in quanto Annona presiedeva ad una sola stagione.

Considerata la personificazione dei raccolti, veniva spesso rappresentata con Cerere e raffigurata con delle spighe in mano.

## Venerazione
Veniva adorata insieme a Libera e Liberalitas, e a Copia e Abundantia, tutte Dee delle messi. Rappresentava e garantiva il raccolto annuo delle messi con riti propiziatori e di ringraziamento, equivalenti alla festa del raccolto. Il suo nome deriva da Annualis, derivativo di annus, che si verifica dunque ogni anno. I romani avevano dei servizi statali, l'Annona, che vagliavano il raccolto per l'esazione delle imposte ma anche per garantire le scorte in caso di carestia. La Dea infatti era anche preposta alla partizione del raccolto per la semina successiva e come granaio di riserva per le carestie. La sacralità della partizione obbligava i contadini, prima ancora che divenisse legge, a provvedere a tali bisogni.

## Altro significato di annona in epoca romana
Secondo alcuni storici moderni fu l'imperatore Settimio Severo ad istituire l'annona militaris per sopperire alle esigenze alimentari dell'esercito, una sorta di "tassa" corrisposta in natura. Dapprima fu una misura eccezionale e poi una ricorrente, fino a che divenne un'imposta fondiaria in natura, che durante l'impero di Diocleziano fu sostituita da un tributo in denaro.